# Villy-le-Bouveret
Villy-le-Bouveret és un municipi francès situat al departament de l'Alta Savoia i a la regió d'Alvèrnia-Roine-Alps. L'any 2007 tenia 516 habitants.

## Demografia

### Població
El 2007 la població de fet de Villy-le-Bouveret era de 516 persones. Hi havia 171 famílies de les quals 32 eren unipersonals (24 homes vivint sols i 8 dones vivint soles), 49 parelles sense fills, 86 parelles amb fills i 4 famílies monoparentals amb fills.
La població ha evolucionat segons el següent gràfic:
Habitants censats

### Habitatges
El 2007 hi havia 218 habitatges, 173 eren l'habitatge principal de la família, 32 eren segones residències i 13 estaven desocupats. 200 eren cases i 17 eren apartaments. Dels 173 habitatges principals, 141 estaven ocupats pels seus propietaris, 23 estaven llogats i ocupats pels llogaters i 9 estaven cedits a títol gratuït; 2 tenien una cambra, 3 en tenien dues, 17 en tenien tres, 37 en tenien quatre i 114 en tenien cinc o més. 160 habitatges disposaven pel capbaix d'una plaça de pàrquing. A 52 habitatges hi havia un automòbil i a 116 n'hi havia dos o més.

### Piràmide de població
La piràmide de població per edats i sexe el 2009 era:
| Homes | Edats   | Dones |
| ----- | ------- | ----- |
| 0     | 95 o +  | 0     |
| 0     | 90 a 94 | 0     |
| 4     | 85 a 89 | 4     |
| 0     | 80 a 84 | 0     |
| 0     | 75 a 79 | 8     |
| 0     | 70 a 74 | 4     |
| 12    | 65 a 69 | 0     |
| 8     | 60 a 64 | 12    |
| 8     | 55 a 59 | 4     |
| 16    | 50 a 54 | 8     |
| 12    | 45 a 49 | 12    |
| 20    | 40 a 44 | 12    |
| 20    | 35 a 39 | 28    |
| 12    | 30 a 34 | 12    |
| 16    | 25 a 29 | 24    |
| 4     | 20 a 24 | 12    |
| 12    | 15 a 19 | 12    |
| 16    | 10 a 14 | 8     |
| 28    | 5 a 9   | 24    |
| 12    | 0 a 4   | 8     |

## Economia
El 2007 la població en edat de treballar era de 322 persones, 267 eren actives i 55 eren inactives. De les 267 persones actives 256 estaven ocupades (144 homes i 112 dones) i 11 estaven aturades (3 homes i 8 dones). De les 55 persones inactives 14 estaven jubilades, 20 estaven estudiant i 21 estaven classificades com a «altres inactius».

### Ingressos
El 2009 a Villy-le-Bouveret hi havia 170 unitats fiscals que integraven 534,5 persones, la mediana anual d'ingressos fiscals per persona era de 26.233 €.

### Activitats econòmiques
Dels 8 establiments que hi havia el 2007, 1 era d'una empresa de fabricació d'altres productes industrials, 3 d'empreses de construcció, 1 d'una empresa de comerç i reparació d'automòbils, 2 d'empreses d'informació i comunicació i 1 d'una entitat de l'administració pública.
Dels 3 establiments de servei als particulars que hi havia el 2009, 1 era un taller de reparació d'automòbils i de material agrícola i 2 fusteries.
L'any 2000 a Villy-le-Bouveret hi havia 6 explotacions agrícoles que ocupaven un total de 159 hectàrees.

## Equipaments sanitaris i escolars
El 2009 hi havia una escola elemental integrada dins d'un grup escolar amb les comunes properes formant una escola dispersa.

## Poblacions més properes
El següent diagrama mostra les poblacions més properes.